# San Dalmazzo di Tenda
San Dalmazzo di Tenda (in francese Saint-Dalmas-de-Tende, in piemontese San Dalmass, in occitano Sant Dalmatz, in ligure San Dàlmazo, in dialetto brigasco San Damâsi) è una località di Tenda nell'alta val Roia francese.
Dal punto di vista geografico, la località fa parte della regione geografica italiana, trovandosi all'interno del bacino idrografico del fiume Roia.

## Storia
Il paese nacque con il nome di Bergeggi, ma poi prese il nome di San Dalmazzo dato che era sede di un monastero, dipendente dall'abbazia di Pedona (poi Borgo San Dalmazzo), che oggi è un albergo.
Si è sviluppato in seguito alle miniere di galena argentifera e blenda presenti nella miniera di Vallauria, attiva fino al 1929.
Nel 1914 venne costruita la centrale idroelettrica di Mesce e vicino alla frazione la centrale idroelettrica di Confine (ora chiamata Paganin); le centrali furono costruite dalla Società Elettrica Riviera di Ponente Ing. Negri (poi CIELI - Compagnia Imprese Elettriche LIguri).
Nel 1929 venne costruita la stazione sulla ferrovia Cuneo-Limone-Ventimiglia.
Fino al 1947 era anche un importante posto di frontiera sia sulla SS 20 che sulla ferrovia Cuneo-Limone-Ventimiglia tra Italia e Francia. Con il passaggio alla Francia, la dogana venne spostata a Tenda. È stato annesso alla Francia in seguito al Trattato di Parigi del 1947.
La popolazione passò dai 25 abitanti del 1881 ai 400 abitanti del 1928.
Tuttora è un posto di villeggiatura per italiani e francesi.

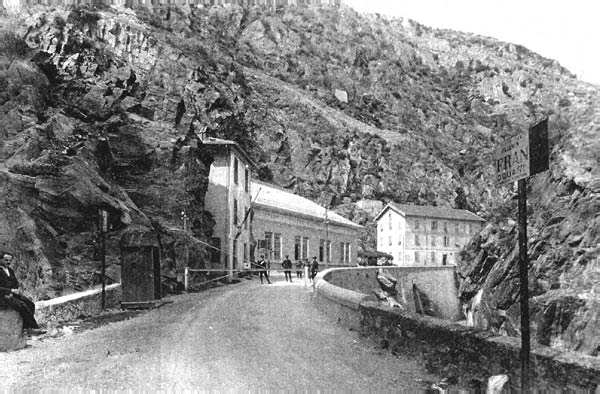
Il vecchio confine fino al 1947, tra la SS 20 e la RN 204, presso San Dalmazzo di Tenda